# Marek Brezovský

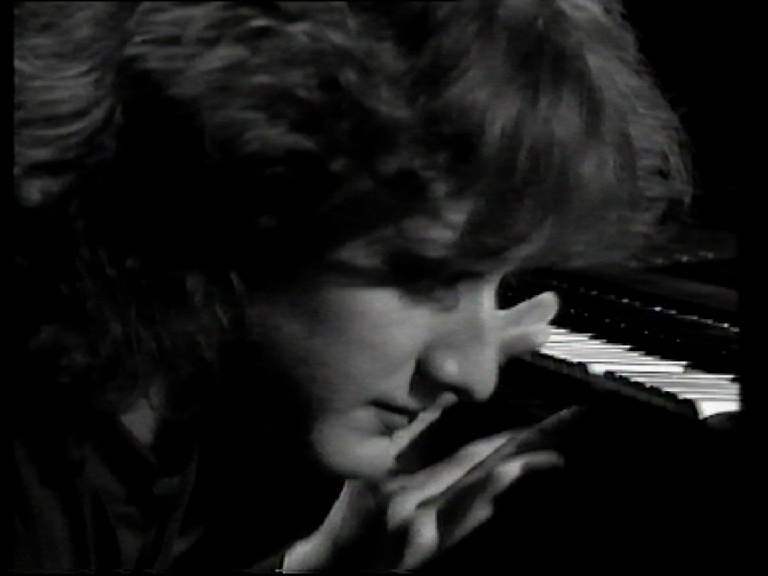
Marek Brezovský (1974–1994)

Marek Brezovský (* 15. April 1974 in Bratislava, Tschechoslowakei; † 22. Juni 1994 ebenda, Slowakei) war ein slowakischer Komponist, Pianist, Sänger und Texter.

## Leben
Nachdem er bereits ab dem Alter von sechs Jahren Klavierunterricht bei Viera Kardošová an der damaligen Volkskunstschule, der nunmehrigen Allgemeinen Kunstschule in der Bratislavaer Štefánikova-Straße erhalten hatte, studierte Marek Brezovský 1988–1992 am Konservatorium Bratislava Komposition bei Stanislav Hochel und Peter Martinček van Grob. 1993 wechselte er an die Hochschule für Musische Künste Bratislava (Vysoká škola múzických umení v Bratislave – VŠMU) zu Vladimír Bokes. In seiner Arbeit beschäftigte er sich sowohl mit dem Bereich der zeitgenössischen Klassik als auch verschiedenen Genres der Pop- und Rockmusik und der Verknüpfung dieser Elemente. Er spielte selbst in mehreren Bands, gründete das Ensemble zeitgenössischer Musik (Súbor súčasnej hudby) und die Gruppe Art M Trio, deren ursprüngliche Besetzung aus Marek Brezovský (Keyboards und Gesang), Oskar Rózsa (Bassgitarre) und Michal Kreťanko (Schlagzeug) bestand. In dieser Zeit entstanden zahlreiche Lieder und Werke, die teilweise in den nach seinem Tod erschienenen Alben festgehalten sind.

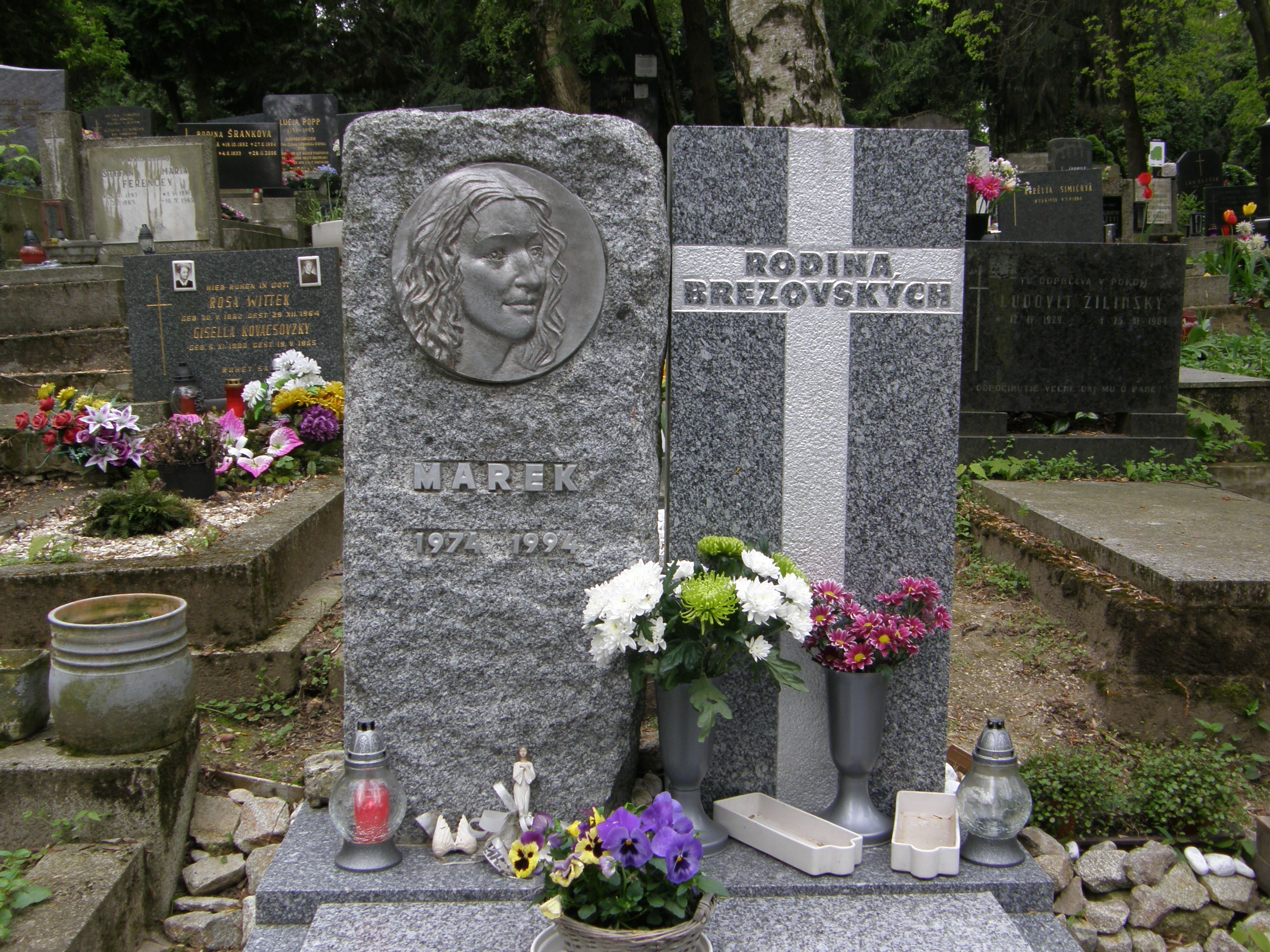
Grab von Marek Brezovský auf dem Friedhof Slávičie údolie in Bratislava

Marek Brezovský starb zwanzigjährig an einer selbst verabreichten Überdosis Heroin. Offen blieb, ob es sich dabei um einen Unfall oder Absicht handelte. Er wurde auf dem Friedhof Slávičie údolie in Bratislava bestattet. Nach seinem Tod nahmen sich insbesondere sein Vater, der Komponist, Dramaturg und Herausgeber Alfonz „Ali“ Brezovský, und sein Klassenkamerad und enger Freund Oskar Rózsa der Verbreitung seiner Musik an. Repräsentative, von Rózsa produzierte postume Tonträger-Veröffentlichungen sind „Hrana“ und „Komorná hudba“ (Kammermusik). 2010 wurde das Programm „Hrana“ im P. O. Hviezdoslav-Theater Bratislava live aufgeführt. 2014 erschien die zweistündige Filmdokumentation Hrana - 4 filmy o Marekovi Brezovskom (Die Kante – 4 Filme über Marek Brezovský) von Patrik Lančarič, die Brezovský stellvertretend als Spiegelbild der slowakischen Jugend in den 1990er-Jahren zeigt. 2019 erhielt Brezovský in postumer Würdigung einen Eintrag in das Goldene Buch der slowakischen Urheberrechtsgesellschaft SOZA für das Jahr 2018.

## Werke (Auswahl)

### Bühne
- Pressburger Blut. Musik zu der Show des GUnaGU-Theaters Bratislava (1994)[5][6]
- Die Möwe. Musik zu dem Stück von Anton Tschechow im Andrej-Bagar-Theater in Nitra (nach Archivmaterial zusammengestellt, 2000)

### Kammerorchester, Streichorchester
- Venované nešťastiu (Dem Unglück gewidmet) für Streichorchester, Schlagzeug und Oboe (1990)[7]
- Jad nesceš nemosáž, alebo chot na masáž, alebo nemosáž für Klavier und Kammerorchester (1990)
- Miniatur für Streichorchester (1991)
- Minikonzert für Tenorsaxophon und Streichorchester (1994)

### Trio
- Freiheit für Klavier, Flöte und Violoncello (1989)

### Duo
- Romanze für Viola und Klavier
- So eine kleine Laune für Violine und Klavier (1990)[8]

### Klavier solo
- Miniatur quasi burlesca
- Sonate Nr. 1 „Weg“ (1992)
- Sonate Nr. 2 „Sehnsucht“ (1993)

### Songs und Instrumentalnummern
- Keď kvety stromom odpadnú
- Niekde zvoní hrana
- Nechcem byť ako ostatní
- More a ty
- Medzi nebom a…
- Láska
- Košulienka
- Cigánska
- Chcem byť sám
- Hračičkár
- Holič
- 68
- Láno Estakádo
- Všetko je inak

### Filmmusik
- Muzikál. Songs zu dem Film, Regie: Zoro Laurinc (1993)[9]

## Diskographie (Auswahl)
- Keď kvety stromom odpadnú, Niekde zvoní hrana, Nechcem byť ako ostatní, More a ty, Medzi nebom a…, Láska, Košulienka, Cigánska, Chcem byť sám, Hračičkár, Holič, 68, Láno Estakádo, Všetko je inak – auf Hrana (Marek Brezovský & Oskar Rózsa, CD 1999)
- Freiheit, Jad nesceš nemosáž, alebo chot na masáž, alebo nemosáž, So eine kleine Laune, Dem Unglück gewidmet, Sonate Nr. 1, Sonate Nr. 2, Miniatur, Minikonzert, Miniatur quasi burlesca, Romanze – Ivica Gabrišová (Flöte), Maroš Grznár (Oboe), Pavol Ruček (Saxophon), Peter Krajniak (Violine), Peter Šesták (Viola), Boris Bohó (Violoncello), Dušan Šujan (Klavier), Michal Kresťanko und Štefan Bugala (Schlagzeug), Ensemble zeitgenössischer Musik, Leitung: Oskar Rózsa – auf Marek Brezovský: Kammermusik (Slowakischer Musikfonds SF 0040-2-131, CD 2004)